# Parasetigena jilinensis
Parasetigena jilinensis är en tvåvingeart som beskrevs av Chao och Mao 1990. Parasetigena jilinensis ingår i släktet Parasetigena och familjen parasitflugor. Inga underarter finns listade i Catalogue of Life.